# Gustav Adolfs lutherska kyrka
För andra betydelser, se Gustav Adolfs kyrka.
Gustav Adolfs lutherska kyrka (engelska: Gustaf Adolph Lutheran Church) är en luthersk kyrka i New Sweden, Maine i USA.
Församlingen grundades av svenskamerikaner 1871 och kyrkan uppfördes 1879–80. 1896 namngavs kyrkan efter kung Gustav II Adolf.
Kyrkan är sedan 1997 upptagen i National Register of Historic Places. 